# Olhon
Olhon (Oljon; ostali nazivi: Alchones, Ohlones, Olchone, Ol-hones), jedna od skupina Costanoan Indijanaca koji su živjeli na poluotoku San Francisco na kalifornijskoj obali. Ime Costanos (šp., obalni narod), koje kasnije označava i ostala srodna plemena (Ahwaste, Altahmo, Romonan i Tulomo), isprva je označava samo njih.